# Châtillon-en-Vendelais

Châtillon-en-Vendelais este o comună în departamentul Ille-et-Vilaine, Franța. În 1 ianuarie 2022 avea o populație de 1.738 de locuitori.